# Theodoros Prodromos

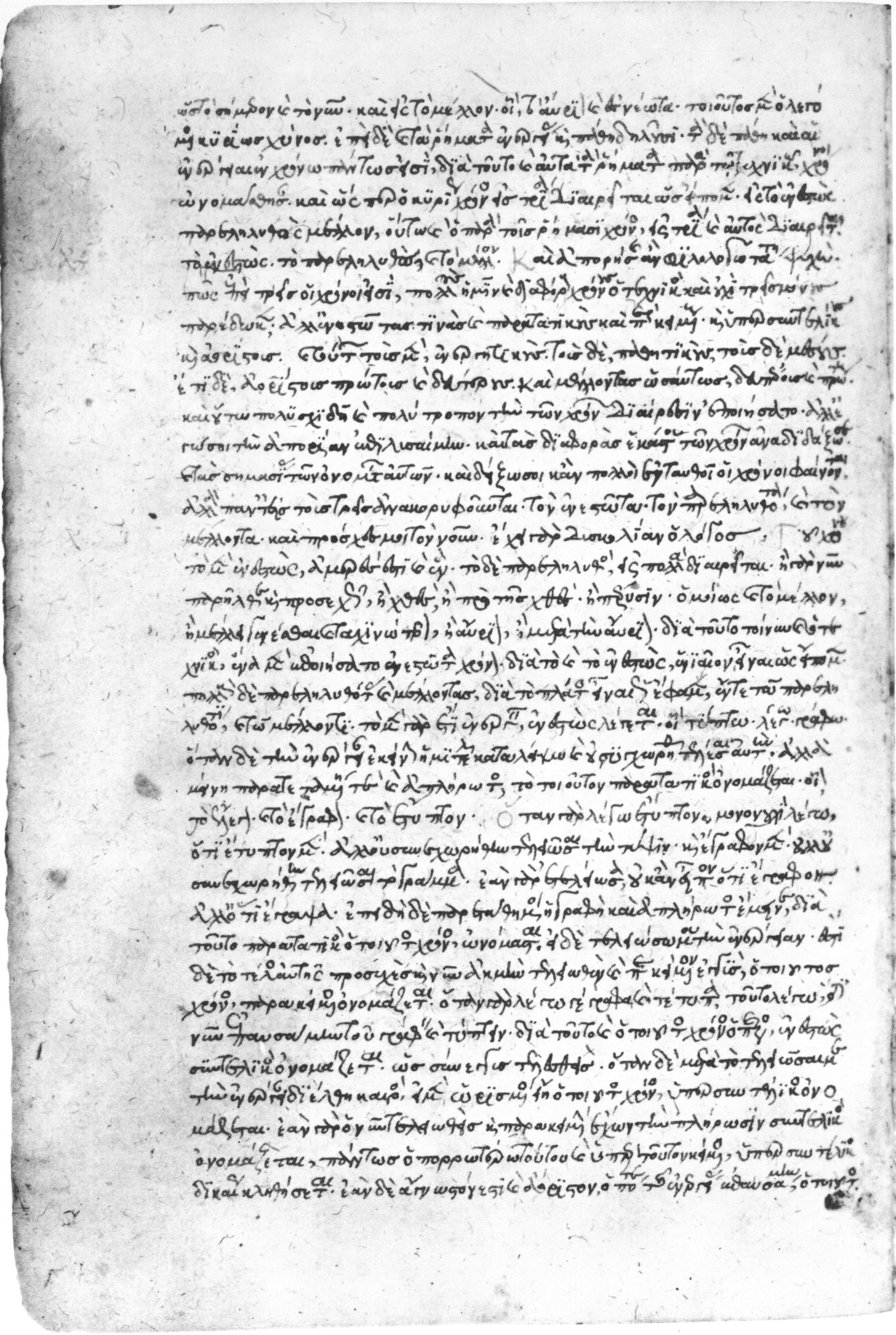
Theodoros Prodromos, Enarratio in erotemata grammatica in der 1314 geschriebenen Handschrift Florenz, Biblioteca Medicea Laurenziana, Plut. 55,7, fol. 64v

Theodoros Prodromos (mittelgriechisch Θεόδωρος Πρόδρομος Theódōros Pródromos oder Θεόδωρος Πτωχοπρόδρομος Theódōros Ptōchopródromos; * um 1100 in Konstantinopel; † zwischen 1156 und 1158) war ein byzantinischer Schriftsteller. Er wirkte im 12. Jahrhundert, das einen Höhepunkt der hochsprachlichen, das heißt attizistischen Literaturproduktion brachte.
Er kam um 1100 in Konstantinopel zur Welt, erhielt eine fundierte Ausbildung in Grammatik, Rhetorik und Philosophie und studierte eingehend die Klassiker der griechischen Antike. Sein Brot verdiente er wahrscheinlich mit Lehrtätigkeiten und Dichtungen im Auftrag des Kaiserhofes. Materielle Sorgen dürften ihn aber nie verlassen haben. Wie aus seinen Briefen hervorgeht, erkrankte er 1140 schwer an Pocken, die letzten Lebensjahre brachte er in einem Altersheim zu. Sein Tod ist zwischen 1156 und 1158 anzusetzen.
Von seinem umfangreichen Werk sind vor allem der Versroman Rhodanthe und Dosikles, das vom Froschmäusekrieg inspirierte satirische Drama Katzmäusekrieg und die Ptochoprodromika („Gedichte des armen Prodromos“) auch heute noch von literarischem Interesse. Letztere sind in der Volkssprache abgefasst.
Mit Rodanthe und Dosikles stellte sich Prodromos in die Tradition antiker Romanschriftsteller, deren Konventionen und Topoi er mit viel Geschick erneuert und belebt. Auch der Handlungsablauf folgt traditionellem Schema: Irrfahrten und Trennung der Liebenden, diverse Anschläge auf deren Leben und Keuschheit, aus denen das Liebespaar aber siegreich und wieder glücklich vereint hervorgeht. Die Sprachform dieses Romans ist die byzantinische Hochsprache, die im Wesentlichen dem klassischen Griechisch verpflichtet bleibt. Jeder, der das Altgriechische beherrscht, kann auch diesen Versroman ohne große Mühe im Original lesen und verstehen.

## Ausgaben und Übersetzungen
- Emmanuel Miller, Émile Legrand (Hrsg.): Trois poèmes vulgaires de Théodore Prodrome. Paris 1875 (mit französischer Übersetzung)
- Wolfram Hörandner (Hrsg.): Theodoros Prodromos. Historische Gedichte. Text und Kommentar. Wien 1974 (Wiener Byzantinistische Studien 11)
- Karl Plepelits (Hrsg.): Theodoros Prodromos: Rhodanthe und Dosikles (= Bibliothek der griechischen Literatur, Band 42). Hiersemann, Stuttgart 1996, ISBN 3-7772-9612-0 (mit Übersetzung und Erläuterungen)
- Theodor Prodromos: Katzmäusekrieg (Übers. Horst Sitta), in: Griechische Kleinepik, Hrsg. Manuel Baumbach, Horst Sitta, Fabian Zogg, Sammlung Tusculum, 2019 (Griechisch-Deutsch)
- Nikos Zagklas (Hrsg.): Theodoros Prodromos, Miscellaneous Poems. An Edition and Literary Study. Oxford University Press, Oxford 2023, ISBN 978-0-19-288692-7 (= Oxford Studies in Byzantium)